# Yacinn Bouakaz
Pour les articles homonymes, voir Bouakkaz.
Yacinn Bouakaz, né le 18 mai 1980 à Lodève (Hérault), est un handballeur international algérien.

## Biographie

### En club
Il signe bien en tant que sportif professionnel mais de handball, après être passé par le centre de formation de Montpellier entre 1998 et 2000.
En 2005, Yacinn Bouakaz s'engage avec Tremblay-en-France.
Début 2007, le Franco-Algérien prolonge son contrat jusqu'au 30 juin 2010.
Il signe un contrat de deux ans en Allemagne à l'été 2010 pour jouer avec Hildesheim, mais il rompt son contrat d'un commun accord au bout de 6 mois.
À l'été 2011, Bouakaz s'engage avec Chartres-Mainvilliers, promu en Pro D2,.
Il signe un contrat de 3 ans en compagnie d'Emeric Paillasson.
L'international algérien d'alors 33 ans s'en va au terme de son contrat après trois saisons au club. Débarqué avec le statut d'ancien joueur de D1, il est victime d'une entorse de la cheville dès le mois d'octobre 2011 et opéré en mars, l'imprévisible arrière gauche ne réussit pas à s'imposer malgré des qualités de percussion qui lui permettent d'effectuer une deuxième année très correcte sous le maillot chartrain (3,1 buts par match).
Lors de la saison 2014-2015 il joue en Nationale 2 avec le club Handball Bagnols Gard rhodanien, il permet d'ailleurs au club de monté en Nationale 1. Cependant il ne reste pas à Bagnols préférant ce lancer dans une carrière d'entraineur,.

### En sélection
Entre 2005 et 2009, Yacinn Bouakaz fréquente les rangs de la sélection nationale algérienne, avec laquelle il dispute notamment le Mondial 2009 en Croatie. Non retenu ensuite, l'arrière gauche n'abandonne pas l'idée de représenter le pays de ses parents. Mais des pépins physiques et des performances mitigées en club l'en éloigne. Lorsqu'on lui demande ce que représente la sélection à ses yeux, Bouakaz répond : « C'est toujours beaucoup de fierté de porter ce maillot. Je suis né en France, mais l'Algérie c'est le pays de mes parents. J'ai toute ma famille là-bas, à Constantine. J'y allais souvent avec mes parents pour les vacances. Pour moi, c'est quelque chose de fort la sélection ».
Il retrouve l'effectif de l'Équipe d'Algérie pour le Championnat du monde 2013, quatre ans après,.

### Entraîneur
Il commence sa carrière d'entraîneur en 2015 avec les -18 de Bagnols-sur-Cèze puis d'Agde. Il a suivi le même parcours avec le CS Annecy-le-Vieux Handball.
Il est nommé en 2020 entraîneur de l'AS Saint Brice HB puis trois ans plus tard au HBC Livry-Gargan.
En 2024, il est nommé sélectionneur adjoint de l'équipe d'Algérie féminine de handball mais démissionne de son poste après la CAN.

## Palmarès

### avec les Clubs
- Quarts-de-finale de la Coupe d'Europe des vainqueurs de coupe 2010 [18]

### avec l'Équipe d'Algérie
Championnats du monde
- 19e au championnat du monde 2009 ( Croatie)
- 17e au championnat du monde 2013 ( Espagne)

Championnats d'Afrique
- Médaille de bronze au championnat d'Afrique 2008 ( Angola)

## Distinctions personnelles
- Meilleur passeur de D2 en 2005[19]

## Statistiques
| Saison | Ligue       | Equipe           | MJ | Tirs R | Tirs T | %    | 7m R | 7m T | %    | Int | P.Déc. | BP | Avert. | Buts | Eval |
| ------ | ----------- | ---------------- | -- | ------ | ------ | ---- | ---- | ---- | ---- | --- | ------ | -- | ------ | ---- | ---- |
| 19-20  | N1M Poule 4 | Annecy           | 12 | 28     | 46     | 60,9 | 7    | 7    | 100  | 0   | 0      | 0  | 4      | 35   | 73   |
| 18-19  | N1M Poule 4 | Annecy           | 10 | 21     | 38     | 55,3 | 0    | 0    | 0    | 0   | 0      | 0  | 2      | 21   | 39   |
| 13-14  | ProLigue    | Chartres         | 22 | 37     | 86     | 43   | 0    | 0    | 0    | 7   | 9      | 14 | 2      | 37   | 56   |
| 12-13  | ProLigue    | Chartres         | 24 | 75     | 149    | 50,3 | 0    | 1    | 0    | 7   | 6      | 30 | 2      | 75   | 104  |
| 11-12  | ProLigue    | Chartres         | 17 | 61     | 117    | 52,1 | 3    | 4    | 75   | 16  | 11     | 29 | 5      | 64   | 117  |
| 10-11  | ProLigue    | Nanterre         | 13 | 65     | 140    | 46,4 | 2    | 4    | 50   | 3   | 7      | 47 | 8      | 67   | 28   |
| 09-10  | LMSL        | Tremblay         | 26 | 51     | 130    | 39,2 | 3    | 4    | 75   | 6   | 6      | 36 | 6      | 54   | 24   |
| 08-09  | LMSL        | Tremblay         | 19 | 23     | 66     | 34,8 | 0    | 0    | 0    | 5   | 1      | 9  | 2      | 23   | 8    |
| 07-08  | LMSL        | Tremblay         | 23 | 87     | 159    | 54,7 | 2    | 3    | 66,7 | 13  | 10     | 46 | 2      | 89   | 144  |
| 06-07  | LMSL        | Tremblay         | 23 | 87     | 162    | 53,7 | 3    | 4    | 75   | 6   | 8      | 49 | 3      | 90   | 108  |
| 05-06  | LMSL        | Tremblay         | 23 | 80     | 148    | 54,1 | 7    | 11   | 63,6 | 7   | 9      | 45 | 4      | 87   | 115  |
| 04-05  | ProLigue    | St Marcel Vernon | 30 | 157    | 334    | 47   | 3    | 5    | 60   | 50  | 3      | 80 | 13     | 160  | 204  |
| 03-04  | LMSL        | Sélestat         | 24 | 44     | 97     | 45,4 | 0    | 0    | 0    | 13  | 1      | 30 | 0      | 44   | 39   |
| 02-03  | LMSL        | Ajaccio          | 21 | 44     | 123    | 35,8 | 0    | 0    | 0    | 7   | 3      | 30 | 1      | 44   | -18  |